# Lavoslav Schwarz
Lavoslav Schwarz (Zagreb, 1837. – 1906.), hrvatski trgovac i dobrotvor židovskog podrijetla.
Rođen je u imućnoj zagrebačkoj trgovačkoj obitelji. Za života je potpomagao razne karitativne ustanove, omogućavao učeničke stipendije te osnovao zakladu koja je 1910. osnovala dom za starije i nemoćne osobe u Zagrebu.